# ۲۶۲ (قمری)
۲۶۲ (قمری)، دویست و شصت و دومین سال در گاهشماری هجری قمری است. اول محرم این سال برابر با دهم اکتبر سال ۸۷۵ میلادی است.

## رویدادها
- ۱۰ رجب - نبرد دیرالعاقول میان سپاهیان یعقوب لیث صفاری و معتمد عباسی منجر به پیروزی عباسیان